# Gran Premio del Belgio 2014
Il Gran Premio del Belgio 2014 è stata la dodicesima prova del campionato mondiale di Formula 1 2014. La gara, disputatasi domenica 24 agosto 2014 sul circuito di Spa-Francorchamps, è stata vinta da Daniel Ricciardo su Red Bull Racing-Renault. Ricciardo, al suo terzo successo nel mondiale, ha preceduto sul traguardo Nico Rosberg su Mercedes e Valtteri Bottas su Williams-Mercedes.
Questo Gran Premio segna l'unica gara in F1 per André Lotterer.

## Vigilia

### Sviluppi futuri
La Scuderia Toro Rosso annuncia che il pilota olandese Max Verstappen, diciassettenne e figlio dell'ex pilota di F1 Jos Verstappen, sarà il pilota titolare per la stagione 2015, al posto del francese Jean-Éric Vergne. Verstappen, che corre in F3, diventerà così il più giovane pilota ad avere corso nella massima formula.

### Aspetti tecnici
Per questo Gran Premio la Pirelli, fornitore unico degli pneumatici, porta gomme di mescola "media" e di mescola "morbida".
La FIA indica due zone in cui può essere utilizzato il meccanismo DRS: la prima zona è stabilita tra l'ultima chicane e la Source, con punto di determinazione del distacco tra piloti fissato al Bus Stop. La seconda zona è fissata sul rettilineo del Kemmel, e detection point posto prima dell' Eau Rouge.
La Caterham porta per questo Gran Premio molti aggiornamenti della sua CT05: verranno riviste le forme del musetto, nonché verrà montato un nuovo fondo e un nuovo diffusore.

### Aspetti sportivi
Emanuele Pirro è confermato dalla FIA, quale commissario aggiunto per il Gran Premio. L'ex pilota di F1 aveva infatti svolto questa funzione anche nel GP d'Ungheria.
La Caterham fa esordire, quale pilota titolare, André Lotterer. Il pilota tedesco, impiegato nella Super Formula, campionato che ha vinto nel 2011, quando era nota come Formula Nippon, si è imposto anche nella 24 Ore di Le Mans 2011, 2012 e 2014. Sostituisce Kamui Kobayashi. Lotterer sceglie il numero 45, non più utilizzato in una gara F1 dal Gran Premio di Gran Bretagna 1977, quando Brian McGuire non si prequalificò con la McGuire-Ford Cosworth. Al Gran Premio del Canada il 45 era stato scelto da Rossi, utilizzato per la prima sessione di prove libere proprio dalla Caterham.
Anche la Marussia aveva annunciato la sostituzione uno dei piloti: Max Chilton avrebbe dovuto lasciare il volante ad Alexander Rossi. Lo statunitense sarebbe stato all'esordio nel mondiale di F1, dopo avere svolto la funzione di terzo pilota alla Caterham tra il 2012 e l'agosto del 2014. Chilton aveva affermato di avere lasciato il ruolo di pilota titolare per consentire alla sua scuderia di acquisire nuove risorse finanziarie. Successivamente, la scuderia anglorussa ha confermato l'impiego di Chilton. Rossi ha comunque sostituito Chilton nel corso delle prime prove libere del venerdì. Anche Giedo van der Garde ha sostituito, in questa sessione, Esteban Gutiérrez, alla Sauber.

## Prove

### Resoconto
Le due Mercedes si piazzano ai primi due posti della graduatoria della prima sessione di prove libere. Nico Rosberg precede Lewis Hamilton di circa un decimo. Al terzo posto chiude Fernando Alonso, staccato di due decimi e mezzo dal tedesco. Questi tre piloti sono gli unici capaci di fare segnare un tempo inferiore all'1 e 52. Sebastian Vettel ha subito il cedimento di uno scarico del motore della sua Red Bull. Il problema tecnico costringe i tecnici a sostituire l'intero propulsore: il tedesco non partecipa alla seconda sessione di prove libere.
Lewis Hamilton strappa il comando a Rosberg, nella seconda sessione del venerdì, mentre si conferma al terzo posto Fernando Alonso. Il tedesco della Mercedes è stato penalizzato da un errore alla Combes, nel corso del suo tentativo più rapido. La sessione è stata interrotta due volte con l'esposizione della bandiera rossa: la prima volta a causa di un'uscita di pista di Pastor Maldonado alla Pouhon, la seconda per la rottura del cambio sulla monoposto di Esteban Gutiérrez.
La sessione del sabato è stata caratterizzata da una iniziale pioggia e da temperature molto basse, tanto che quasi tutti i piloti hanno preferito attendere la fase finale della stessa per montare gomme morbide. Il miglior cronometraggio è stato fatto segnare da Valtteri Bottas della Williams, che ha preceduto Daniel Ricciardo e Nico Rosberg. Hamilton, che aveva ottenuto la miglior prestazione con gomme medie, ha chiuso al quinto posto, con lo stesso tempo di Kimi Räikkönen.

### Risultati
Nella prima sessione del venerdì si è avuta questa situazione:
| Pos | Nº | Pilota          | Costruttore | Tempo    | Gap    | Giri |
| --- | -- | --------------- | ----------- | -------- | ------ | ---- |
| 1   | 6  | Nico Rosberg    | Mercedes    | 1'51"577 |        | 25   |
| 2   | 44 | Lewis Hamilton  | Mercedes    | 1'51"674 | +0"097 | 24   |
| 3   | 14 | Fernando Alonso | Ferrari     | 1'51"805 | +0"228 | 16   |

Nella seconda sessione del venerdì si è avuta questa situazione:
| Pos | Nº | Pilota          | Costruttore | Tempo    | Gap    | Giri |
| --- | -- | --------------- | ----------- | -------- | ------ | ---- |
| 1   | 44 | Lewis Hamilton  | Mercedes    | 1'49"189 |        | 26   |
| 2   | 6  | Nico Rosberg    | Mercedes    | 1'49"793 | +0"604 | 28   |
| 3   | 14 | Fernando Alonso | Ferrari     | 1'49"930 | +0"741 | 19   |

Nella sessione del sabato mattina si è avuta questa situazione:
| Pos | Nº | Pilota           | Costruttore             | Tempo    | Gap    | Giri |
| --- | -- | ---------------- | ----------------------- | -------- | ------ | ---- |
| 1   | 77 | Valtteri Bottas  | Williams-Mercedes       | 1'49"465 |        | 12   |
| 2   | 3  | Daniel Ricciardo | Red Bull Racing-Renault | 1'49"733 | +0"268 | 9    |
| 3   | 6  | Nico Rosberg     | Mercedes                | 1'49"739 | +0"274 | 13   |

## Qualifiche

### Resoconto
Un'ora prima dell'inizio della sessione di qualifica la pioggia colpisce il tracciato belga, terminando però a circa un quarto d'ora dall'inizio. La maggior parte dei piloti opta per gomme intermedie, tranne Valtteri Bottas e i due della Sauber. Sia Hamilton che André Lotterer vanno lunghi al Bus Stop, senza riportare conseguenze. Esteban Gutiérrez, invece, si ferma in pista, ma la direzione di gara non interrompe la sessione. Rosberg ottiene il miglior tempo della prima fase, mentre Jules Bianchi entra tra i qualificati alla Q2 solo all'ultimo tentativo. Vengono eliminati Max Chilton, i due della Caterham, Gutiérrez, Nico Hülkenberg e Pastor Maldonado.
La seconda fase deve fare i conti con un aumento della pioggia, che costringe ancora i piloti a montare gomme da bagnato intermedio. Rosberg si conferma il più rapido, prima di essere scavalcato in graduatoria da Lewis Hamilton, mentre vengono eliminati i due piloti della Scuderia Toro Rosso, Sergio Pérez, Adrian Sutil, Romain Grosjean e Jules Bianchi.
La pioggia cessa all'inizio della fase decisiva. Il primo a prendere la pista è Sebastian Vettel; Lewis Hamilton rovina il suo primo tentativo andando lungo, mentre il suo compagno di scuderia Nico Rosberg fa segnare un tempo di circa due secondi e mezzo più basso di quanto fatto registrare da Vettel, secondo. Anche nel secondo tentativo Hamilton non è perfetto ma scala facilmente la graduatoria, ponendosi alle spalle di Rosberg. Quest'ultimo ritocca il suo tempo ancora, conquistando la sua undicesima pole position nel mondiale. Vettel, terzo, è staccato di 2 secondi e un decimo dal pilota della Mercedes.

### Risultati
Nella sessione di qualifica si è avuta questa situazione:
| Pos                         | Nº | Pilota             | Costruttore             | Q1       | Q2       | Q3       | Griglia |
| --------------------------- | -- | ------------------ | ----------------------- | -------- | -------- | -------- | ------- |
| 1                           | 6  | Nico Rosberg       | Mercedes                | 2'07"130 | 2'06"723 | 2'05"591 | 1       |
| 2                           | 44 | Lewis Hamilton     | Mercedes                | 2'07"280 | 2'06"609 | 2'05"819 | 2       |
| 3                           | 1  | Sebastian Vettel   | Red Bull Racing-Renault | 2'10"105 | 2'08"868 | 2'07"717 | 3       |
| 4                           | 14 | Fernando Alonso    | Ferrari                 | 2'10"197 | 2'08"450 | 2'07"786 | 4       |
| 5                           | 3  | Daniel Ricciardo   | Red Bull Racing-Renault | 2'10"089 | 2'08"989 | 2'07"911 | 5       |
| 6                           | 77 | Valtteri Bottas    | Williams-Mercedes       | 2'09"250 | 2'08"451 | 2'08"049 | 6       |
| 7                           | 20 | Kevin Magnussen    | McLaren-Mercedes        | 2'11"081 | 2'08"901 | 2'08"679 | 7       |
| 8                           | 7  | Kimi Räikkönen     | Ferrari                 | 2'09"885 | 2'08"646 | 2'08"780 | 8       |
| 9                           | 19 | Felipe Massa       | Williams-Mercedes       | 2'08"403 | 2'08"833 | 2'09"178 | 9       |
| 10                          | 22 | Jenson Button      | McLaren-Mercedes        | 2'10"529 | 2'09"272 | 2'09"776 | 10      |
| 11                          | 26 | Daniil Kvjat       | STR-Renault             | 2'10"445 | 2'09"377 | N.D.     | 11      |
| 12                          | 25 | Jean-Éric Vergne   | STR-Renault             | 2'09"811 | 2'09"805 | N.D.     | 12      |
| 13                          | 11 | Sergio Pérez       | Force India-Mercedes    | 2'10"666 | 2'10"084 | N.D.     | 13      |
| 14                          | 99 | Adrian Sutil       | Sauber-Ferrari          | 2'11"051 | 2'10"238 | N.D.     | 14      |
| 15                          | 8  | Romain Grosjean    | Lotus-Renault           | 2'10"898 | 2'11"087 | N.D.     | 15      |
| 16                          | 17 | Jules Bianchi      | Marussia-Ferrari        | 2'11"051 | 2'12"470 | N.D.     | 16      |
| 17                          | 13 | Pastor Maldonado   | Lotus-Renault           | 2'11"261 | N.D.     | N.D.     | 17      |
| 18                          | 27 | Nicolas Hülkenberg | Force India-Mercedes    | 2'11"267 | N.D.     | N.D.     | 18      |
| 19                          | 4  | Max Chilton        | Marussia-Ferrari        | 2'12"566 | N.D.     | N.D.     | 19      |
| 20                          | 21 | Esteban Gutiérrez  | Sauber-Ferrari          | 2'13"414 | N.D.     | N.D.     | 20      |
| 21                          | 45 | André Lotterer     | Caterham-Renault        | 2'13"469 | N.D.     | N.D.     | 21      |
| 22                          | 9  | Marcus Ericsson    | Caterham-Renault        | 2'14"438 | N.D.     | N.D.     | 22      |
| Tempo limite 107%: 2'16"029 |    |                    |                         |          |          |          |         |

In grassetto sono indicate le migliori prestazioni in Q1, Q2 e Q3.

## Gara

### Resoconto
Al momento della partenza per il giro di formazione la Ferrari di Fernando Alonso resta sui cavalletti per un problema tecnico. Lo spagnolo è comunque capace di ripartire e riprende la sua posizione in griglia, ma verrà poi penalizzato di cinque secondi. Al via della gara Nico Rosberg è passato sia da Lewis Hamilton, che da Sebastian Vettel, con quest'ultimo che porta un attacco, senza successo, su Hamilton, già nel corso del primo giro; il tedesco è costretto a prendere la via di fuga in fondo a Kemmel e a cedere la posizione a Rosberg.
Dietro, la classifica vede Fernando Alonso, Daniel Ricciardo, Valtteri Bottas, Kimi Räikkönen, Kevin Magnussen, Felipe Massa e Jenson Button. Nel corso del secondo giro Rosberg attacca Hamilton al termine del rettifilo del Kemmel: la vettura del tedesco tocca la gomma posteriore sinistra dell'inglese, forandola. Hamilton è costretto al box, retrocedendo in fondo alla classifica, mentre Rosberg prosegue al comando con il musetto danneggiato.
Al quarto giro Alonso è superato da Ricciardo, che un giro dopo, approfittando di un errore di Vettel a Puhon, passa al secondo posto. All’ottavo giro Fernando Alonso cede ancora una posizione a Bottas, ora quarto. Alla fine del giro Rosberg va ai box, assieme a Räikkönen: il pilota della Ferrari rientra in pista prima del tedesco, che ha sostituito l’ala anteriore. Al decimo giro c'è il pit stop anche per Vettel, seguito, due giri dopo, anche da Alonso (che sconta i cinque secondi di penalizzazione prima del cambio gomme per il problema alla partenza) e Bottas.
La gara vede ora prima Daniel Ricciardo, che comanda su Kimi Räikkönen, poi Sebastian Vettel, Nico Rosberg, Valtteri Bottas, Kevin Magnussen e Fernando Alonso. Rosberg, al giro 16, attacca Vettel al Bus Stop, ma senza successo: il pilota della Mercedes viene passato invece da Bottas al giro 17.
Al giro 19 nuovo pit stop per Nico Rosberg, seguito, nei giri seguenti anche da Räikkönen e Vettel, che vengono scavalcati dal tedesco della Mercedes, autore di un giro veloce due secondi più rapido rispetto al record stabilito fino a quel momento. Al giro 24 Rosberg passa Button per il quarto posto, ma viene subito nuovamente passato dal britannico; il tedesco si rifà dopo poco. Al venticinquesimo giro Rosberg conquista ancora una posizione, passando Alonso.
Tra il venticinquesimo e ventottesimo passaggio effettuano il secondo cambio egli pneumatici anche Alonso, Bottas e Ricciardo. La classifica è sempre guidata da Daniel Ricciardo, seguito da Nico Rosberg, Kimi Räikkönen, Sebastian Vettel, Valtteri Bottas, le due McLaren e Alonso. Button si ferma al giro 29. Bottas passa Vettel al Les Combes al giro 30, mentre Rosberg, al giro 34, effettua un terzo pit stop, per cercare di riprendere Ricciardo. Anche Vettel effettua ancora un cambio gomme.
Il tedesco della Mercedes, sceso in quarta posizione, passa sia Bottas che Räikkönen in un breve tempo, tornando secondo, staccato di una ventina di secondi da Ricciardo. Vettel, invece, è sceso all'ottavo posto. Al quarantesimo giro Bottas ha la meglio su Räikkönen, sempre a Kemmel.
Nei giri finali Ricciardo resiste senza difficoltà al ritorno di Rosberg, mentre si accende la lotta per il quinto posto tra Magnussen, Alonso, Button e Vettel. Al giro 42 Magnussen chiude sull'erba Alonso, si inserisce Button ma ne approfitta Vettel, che passa l’inglese. Il giro successivo Alonso tenta ancora di forzare il danese della McLaren, ma senza successo e deve cedere a Vettel che poi riesce a passare il Magnussen proprio alla fine. Button riesce a passare Alonso nell’ultimo giro.
Daniel Ricciardo vince il suo terzo Gran Premio della stagione, il secondo consecutivo. Nico Rosberg e Valtteri Bottas completano il podio.

### Risultati
I risultati del Gran Premio sono i seguenti:
| Pos | Nº | Pilota            | Costruttore             | Giri | Tempo/Ritiro             | Griglia | Punti |
| --- | -- | ----------------- | ----------------------- | ---- | ------------------------ | ------- | ----- |
| 1   | 3  | Daniel Ricciardo  | Red Bull Racing-Renault | 44   | 1h24'36"556              | 5       | 25    |
| 2   | 6  | Nico Rosberg      | Mercedes                | 44   | +3"383                   | 1       | 18    |
| 3   | 77 | Valtteri Bottas   | Williams-Mercedes       | 44   | +28"032                  | 6       | 15    |
| 4   | 7  | Kimi Räikkönen    | Ferrari                 | 44   | +36"815                  | 8       | 12    |
| 5   | 1  | Sebastian Vettel  | Red Bull Racing-Renault | 44   | +52"196                  | 3       | 10    |
| 6   | 22 | Jenson Button     | McLaren-Mercedes        | 44   | +54"580                  | 10      | 8     |
| 7   | 14 | Fernando Alonso   | Ferrari                 | 44   | +1'01"162                | 4       | 6     |
| 8   | 11 | Sergio Pérez      | Force India-Mercedes    | 44   | +1'04"293                | 13      | 4     |
| 9   | 26 | Daniil Kvjat      | STR-Renault             | 44   | +1'05"347                | 11      | 2     |
| 10  | 27 | Nico Hülkenberg   | Force India-Mercedes    | 44   | +1'05"697                | 18      | 1     |
| 11  | 25 | Jean-Éric Vergne  | STR-Renault             | 44   | +1'11"920                | 12      |       |
| 12  | 20 | Kevin Magnussen   | McLaren-Mercedes        | 44   | +1'14"262                | 7       |       |
| 13  | 19 | Felipe Massa      | Williams-Mercedes       | 44   | +1'15"975                | 9       |       |
| 14  | 99 | Adrian Sutil      | Sauber-Ferrari          | 44   | +1'22"447                | 14      |       |
| 15  | 21 | Esteban Gutiérrez | Sauber-Ferrari          | 44   | +1'30"825                | 20      |       |
| 16  | 4  | Max Chilton       | Marussia-Ferrari        | 43   | +1 giro                  | 19      |       |
| 17  | 9  | Marcus Ericsson   | Caterham-Renault        | 43   | +1 giro                  | 22      |       |
| 18  | 17 | Jules Bianchi     | Marussia-Ferrari        | 39   | Cambio                   | 16      |       |
| Rit | 44 | Lewis Hamilton    | Mercedes                | 38   | Collisione con N.Rosberg | 2       |       |
| Rit | 8  | Romain Grosjean   | Lotus-Renault           | 33   | Power unit               | 15      |       |
| Rit | 13 | Pastor Maldonado  | Lotus-Renault           | 1    | Scarico                  | 17      |       |
| Rit | 45 | André Lotterer    | Caterham-Renault        | 1    | Power unit               | 21      |       |
| SP  | 42 | Alexander Rossi   | Marussia-Ferrari        |      |                          |         |       |

## Classifiche mondiali

### Piloti
| Pos | Pilota           | Punti |
| --- | ---------------- | ----- |
| 1   | Nico Rosberg     | 220   |
| 2   | Lewis Hamilton   | 191   |
| 3   | Daniel Ricciardo | 156   |
| 4   | Fernando Alonso  | 121   |
| 5   | Valtteri Bottas  | 110   |
| 6   | Sebastian Vettel | 98    |
| 7   | Nico Hülkenberg  | 70    |
| 8   | Jenson Button    | 68    |
| 9   | Felipe Massa     | 40    |
| 10  | Kimi Räikkönen   | 39    |
| 11  | Kevin Magnussen  | 37    |
| 12  | Sergio Pérez     | 33    |
| 13  | Jean-Éric Vergne | 11    |
| 14  | Romain Grosjean  | 8     |
| 15  | Daniil Kvjat     | 8     |
| 16  | Jules Bianchi    | 2     |

### Costruttori
| Pos | Costruttore             | Punti |
| --- | ----------------------- | ----- |
| 1   | Mercedes                | 411   |
| 2   | Red Bull Racing-Renault | 254   |
| 3   | Ferrari                 | 160   |
| 4   | Williams-Mercedes       | 150   |
| 5   | McLaren-Mercedes        | 105   |
| 6   | Force India-Mercedes    | 103   |
| 7   | STR-Renault             | 19    |
| 8   | Lotus-Renault           | 8     |
| 9   | Marussia-Ferrari        | 2     |

## Decisioni della FIA
Al termine della gara il pilota Kevin Magnussen, giunto sesto, è penalizzato di venti secondi sul tempo totale per una manovra considerata pericolosa, effettuata negli ultimi giri del Gran Premio, ai danni di Fernando Alonso. Magnussen scivola così al dodicesimo posto della graduatoria. Al danese vengono anche sottratti due punti dalla Superlicenza.

## Polemiche dopo la gara
Dopo la gara Lewis Hamilton, penalizzato da un contatto con il compagno di scuderia Nico Rosberg, si è lamentato per la manovra del tedesco, aggiungendo che Rosberg, al termine del Gran Premio, avrebbe confermato di non avere evitato l'incidente. La manovra è stata giudicata negativamente anche da due dirigenti sportivi della Mercedes Niki Lauda e Toto Wolff, che però hanno escluso la volontarietà da parte di Nico Rosberg. La FIA non ha comunque inteso prendere provvedimenti disciplinari nei confronti di Rosberg. Successivamente Rosberg ha ammesso il suo errore di guida, e si è scusato con il compagno di scuderia.